# Церковь Петра и Павла (Астрахань)
Церковь Петра и Павла (арм. Պետրոս և Պողոս եկեղեցի; Сурб Петрос-Погос) — одна из крупнейших армянских церквей в Российской империи, основанная в 1771 году в Астрахани. Была разрушена в годы «безбожной пятилетки» СССР в 1936 году.

## История
В 1763 году власти Астрахани, после обращения армянина Асатурова, выдали разрешение на строительство армянской церкви Петра и Павла. Она строилась 8 лет и в 1771 году была открыта. В 1936 году по решению властей была разрушена.

## Устройство церкви
Церковь располагалась на современном месте дома № 19 на ул. Мечникова Астрахани. По своей массивности она была выдающимся архитектурным произведением. Фасады были выполнены в стиле классицизма с опирающимися на колонны портиками. Имелись две восьмигранные двухъярусные колокольни.

## Галерея

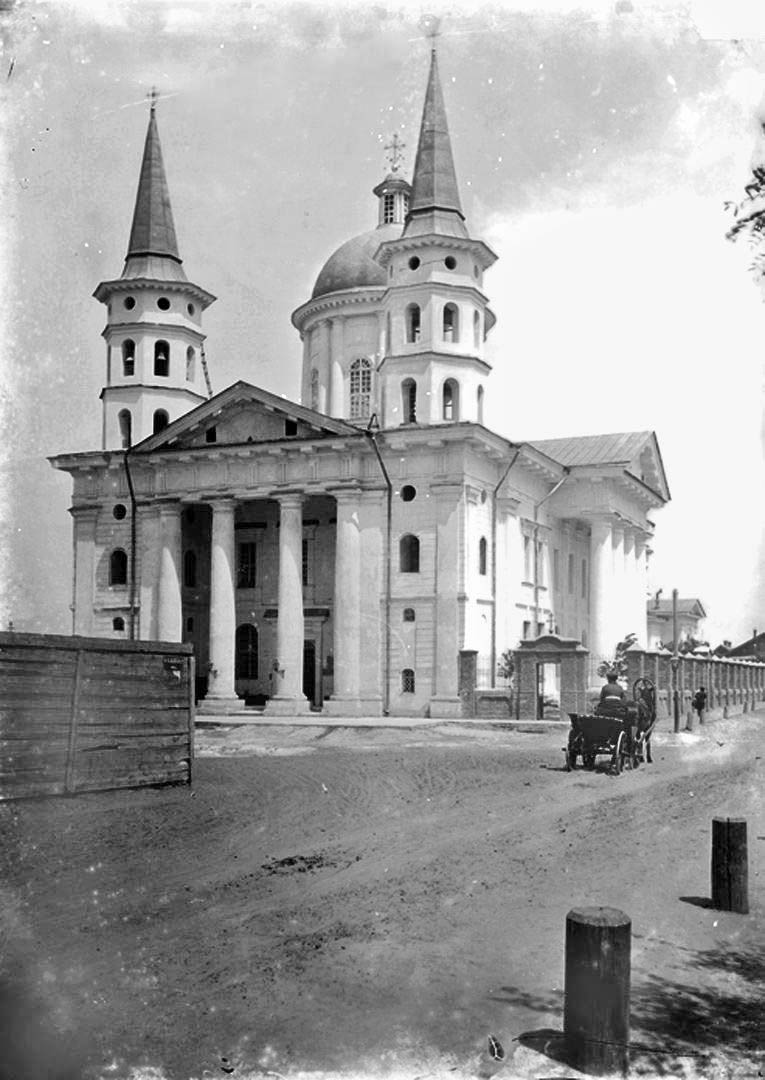
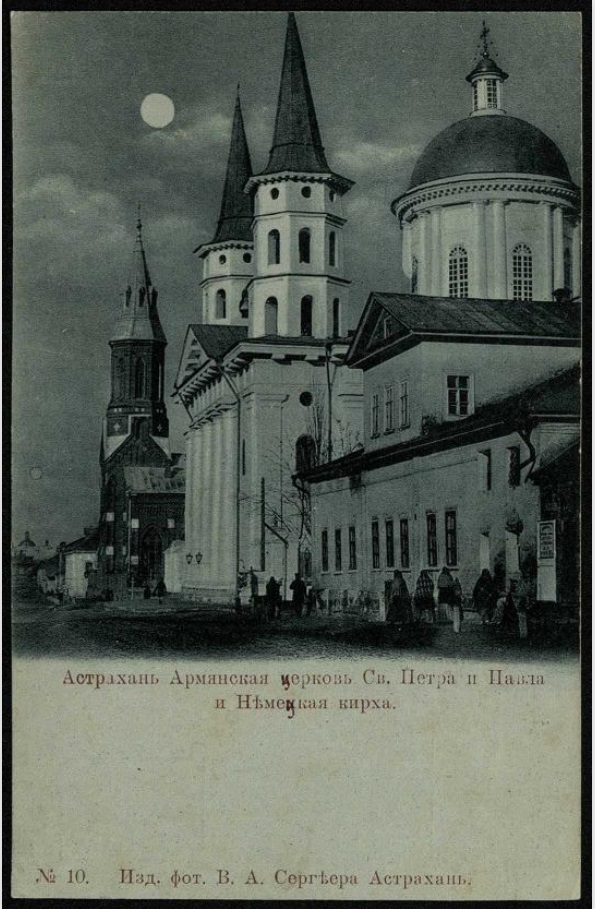